# Station Liersebaan
Station Liersebaan is een voormalige spoorweghalte langs spoorlijn 15 en de voormalige Provinciesteenweg (nu Oude Steenweg en Binnensteenweg) in de Belgische gemeente Boechout.
1,3: Krijgsbaan ·
2,8: Liersebaan ·
3,9: Boechout ·
4,9: Vos ·
6,4: Boshoek ·
9,3: Lier ·
11,1: Lisp ·
12,8: Kessel ·
16,3: Nijlen ·
21,9: Bouwel ·
24,1: Wolfstee ·
26,4: Herentals-Kanaal ·
28,0: Herentals ·
34,0: Olen ·
37,1: Larum ·
40,1: Geel ·
46,5: Millegem ·
49,3: Mol ·
54,0: Balen ·
Ingene-Immer ·
62,8: Leopoldsburg ·
Beverlo ·
68,0: Beringen-Mijn ·
71,2: Beringen ·
74,6: Heusden ·
78,0: Zolder ·
80,2: Houthalen ·
83,3: Kolveren ·
84,9: Zonhoven ·
86,6: Zonhoven-Badplaats